# Chuansha
Chuansha, officiellement Ville nouvelle de Chuansha (en chinois, 川沙新镇), est une ville nouvelle située dans le district de Pudong, dans la ville de Shanghai, en Chine. À sa création en décembre 2005, sa superficie était de 13 973 hectares.
La ville accueille notamment le complexe de loisirs Shanghai Disney Resort, ouvert en juin 2016. C'est le second complexe de la Walt Disney Company à ouvrir en Chine après Hong Kong Disneyland Resort en 2005, ainsi que le dernier en date dans le monde.